# Câmbio gearless

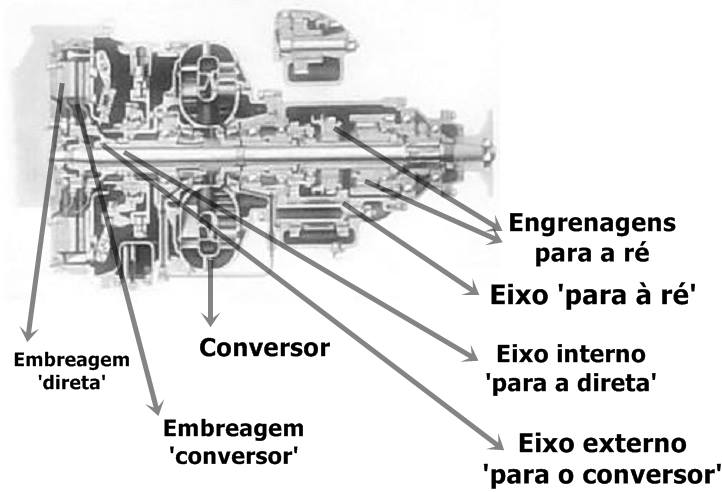
Caixa semiautomática 'gearless' para ônibus, com entrada axial

Câmbio gearless ou caixa de marcha gearless são caixas de velocidade semiautomáticas ou automáticas que utilizam mecanismos de multiplicação de torque para veículos mais pesados sem o uso de engrenagens multiplicadoras. Nos 3 modelos-séries conhecidos tivemos apenas conversores de torque exercendo a função de multiplicação, sendo que estes tiveram uma leve popularidade nas décadas de 30 à 50.
O objetivo era garantir conforto ao motorista já que não era necessário o controle no pedal de embreagem e nem o constante acionamento de alavancas.

## Leyland- Lysholm Smith e Spicer
O primeiro uso  dos câmbios gearless para ônibus surgiu em 1931 na Inglaterra pela empresa Lysholm Smith em parceria com a fabricante de veículos em geral Leyland Motors.
No caso o mecanismo do câmbio consistia em um conversor de torque de 3 estágios montado sobre uma embreagem unidirecional (roda livre), duas embreagens de disco, um eixo direto e um eixo para o conversor de torque tanto à frente quanto à ré.
Como ocorre com os conversores de torque, até uma certa velocidade a bomba impulsora não tinha rotação suficiente para mover a turbina e desta forma o 'ônibus não sairia do lugar'. Mas ao acelerar o motor, o mesmo acionava a bomba e esta movia a turbina de forma mais lenta até que ela (a turbina) atingisse 80% da velocidade (da impulsora). Vale ressaltar que a turbina nunca poderia girar a mesma velocidade da bomba pois se isto acontecesse as duas paravam de girar já que não haveria espaço para o óleo movê-las. Mas esse problema não ocorria porque o número de paletas da bomba era menor que o da turbina.
Então, em 1933, a Leyland lançou definitivamente a sua caixa para ser vendida junto aos chassis de ônibus chamados Titans. Curiosamente, para resfriar o óleo do conversor, as encarroçadoras tinham que disponibilizar um radiador em forma de coluna, montado externamente à frente do motorista e isto identificava todos os ônibus com caixa semi-automática.
O funcionamento da caixa é simples: o conversor de torque garantia infinitas relações entre 4,3:1 até 1,07:1. Esta relação era chamada de hidráulica e curiosamente funcionava como automática, ou seja o motorista não precisava nem tocar em alavancas. Ela era comumente usada em situações onde o ônibus não podia desenvolver grandes velocidades ou era necessário muitas paradas em pequenos percursos. Quando necessário, o motorista movia a alavanca que acionava a segunda embreagem para o eixo de transmissão direta, ou seja sem o conversor de torque. Para a marcha à ré era utilizado um anel dentado.
Vale ressaltar que tanto a ré, marcha hidráulica e direta eram acionados por embreagens movidas por força muscular do motorista auxiliado por servo-hidráulicos. Esse sistema considerado simples garantiu a popularidade do modelo que chegou inclusive a equipar trens leves e no final de 1938 a Leyland já havia vendido 2000 transmissões semiautomáticas. Contudo a impopularidade do produto cresceu após surgirem dois problemas: o desgaste precoce das lonas de freio e a patinação do conversor após alguns anos de uso.
O primeiro caso ocorreu porque a roda livre do conversor não permitia o acionamento do freio motor com uma marcha reduzida. Mas algumas empresas passaram a utilizar a marcha à ré correndo o risco de carbonização do óleo e esta 'gambiarra' na maioria das vezes, feita por motoristas experientes, deu certo. O segundo caso ocorreu por falta de manutenção, principalmente troca de óleo, deixando os modelos imprestáveis de forma precoce. Infelizmente essas medidas infelizes foram comuns por causa dos anos difíceis da Segunda Guerra Mundial, onde houve escassez de equipamentos e alta dos preços.
Entretanto, outra empresa, a despontar nos Estados Unidos, foi a Spicer (1936) que utilizou o mesmo processo da Leyland, porém com um conversor que possuía relação mais longa devido aos 'poderosos motores norte americanos', e acionamento eletropneumático das embreagens. O primeiro a utilizá-la foi o Yellow Coach 735 (com um motor 11 litros de 160cv: um motor potente para a época) a fim de substituir a complexa caixa automática Banker, com mecanismo de mudanças por força centrífuga, de 3 velocidades. Logo depois a Spicer percebeu as falhas britânicas e, mesmo com boas vendas iniciais, passou a fornecer conversores para caixas de velocidades com multiplicação de torque por engrenagens abandonando de vez o 'câmbio gearless'.

## Allison VH e VHS Series
.

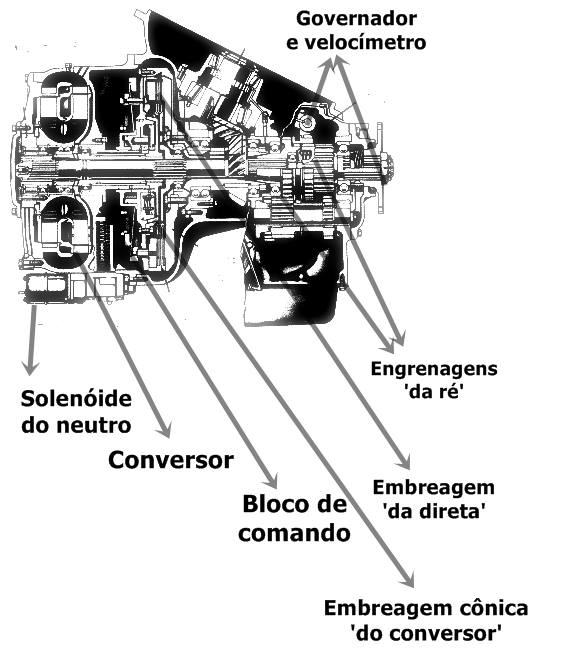
Caixa automática 'gearless' para ônibus, com entrada em ângulo fechado

A Allison VH e VHS  series (1948-1980) foram as mais populares 'gearless' do mundo com mais de 3000 unidades vendidas nos EUA e em algumas cidades das ilhas do Oceano Pacífico.
Curiosamente, a VH, também conhecida como V-drive, foi um aperfeiçoamento da Lysholm Smith, pois também tinha a bomba de engrenagem para bombear óleo à  impulssora (bomba) do conversor de torque e a válvula reguladora de pressão para ele, a fim de não danificá-lo (já que a pressão do óleo poderia variar de acordo com a rotação do motor que movia a bomba que suga o fluido do cárter da caixa). Outro mecanismo comum ao câmbio britânico eram as embreagens para a marcha direta e hidráulica.
O aperfeiçoamento seria portanto apenas para eliminar a necessidade do uso de alavanca para a troca de marcha tornando a gearless automática. No caso a Allison escolheu a própria fonte de energia hidráulica do conversor para esta tarefa.
Foi então criado um bloco de comando para o circuito hidráulico das válvulas reguladora de pressão (do conversor, embreagem e de escolha), pistões da embreagem cônica e de disco, e válvula de escolha. Como extensão ao bloco foram criados circuitos adicionais para o governador e as embreagens.
O funcionamento é relativamente simples: ao ligar o motor com a alavanca selecionada para marcha à frente, o óleo circula pelo conversor de torque e pelo pistão da embreagem cônica. Desta forma o conversor de torque assume a função automática semelhante à caixa Lysholm Smith, mas com relações infinitamente variáveis entre 3,76:1 e 1,07:1. Contudo a função do motorista em trocar para a marcha 'direta' é substituída pela válvula de escolha controlada pela pressão hidráulica do pedal do acelerador e 'do governador', como se houvesse uma constante queda de braço entre os dois.
Dentro da válvula de escola há duas entradas de circuito (uma do governador e outra do pedal do acelerador) e duas saídas (marcha 'hidráulica' e marcha direta). Através da rotação do virabrequim e do eixo de saída da caixa é que haverá a mudança contínua do êmbolo que fechará uma das saídas da válvula realizando consequentemente a mudança entre hidráulica e direta. Já a marcha à ré é feita por força muscular enquanto neutro teve de ser feito eletropneumaticamente por que ao contrário da Lysholm Smith, ficaria muito 'pesado' para o motorista desacoplar as duas embreagens simultaneamente.
A simplicidade da VH combinada à entrada em ângulo para motores transversais rendeu uma boa clientela, mas o tranco da mudança entre direta e hidráulica incomodava. Assim foi lançada a VHS com duas embreagens multidiscos banhadas a óleo. Nesse caso, ao contrário da VH, a instalação de radiador 'liquido' apenas para a caixa foi obrigatória.
Em 1970, com a crise do petróleo, as gearless norte americanas perderam mercado por garantirem um alto consumo de combustível. Contudo foram fabricadas algumas VHS até 1980.